# Urartu

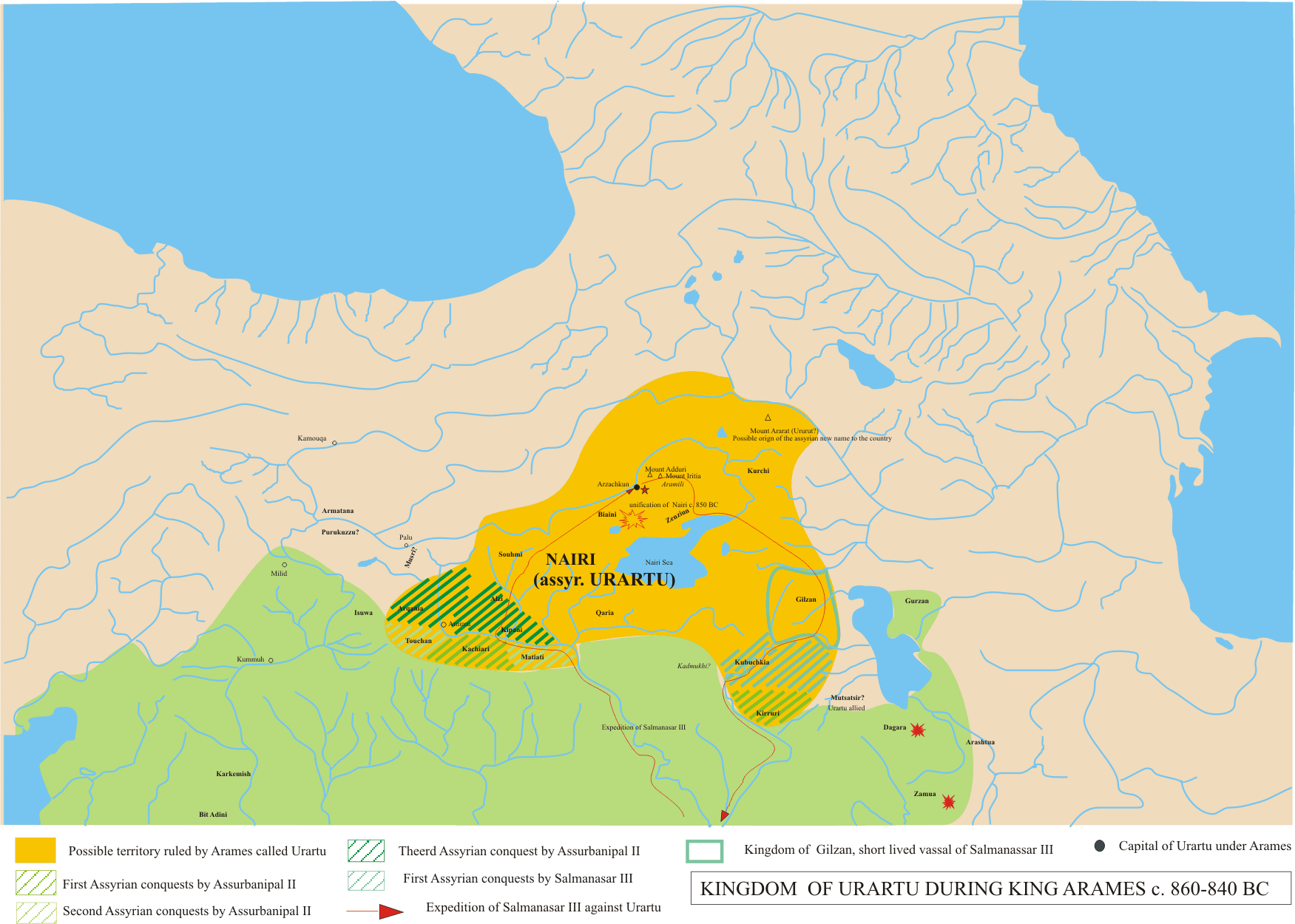
Urartu van 860 tot 840 v.Chr.

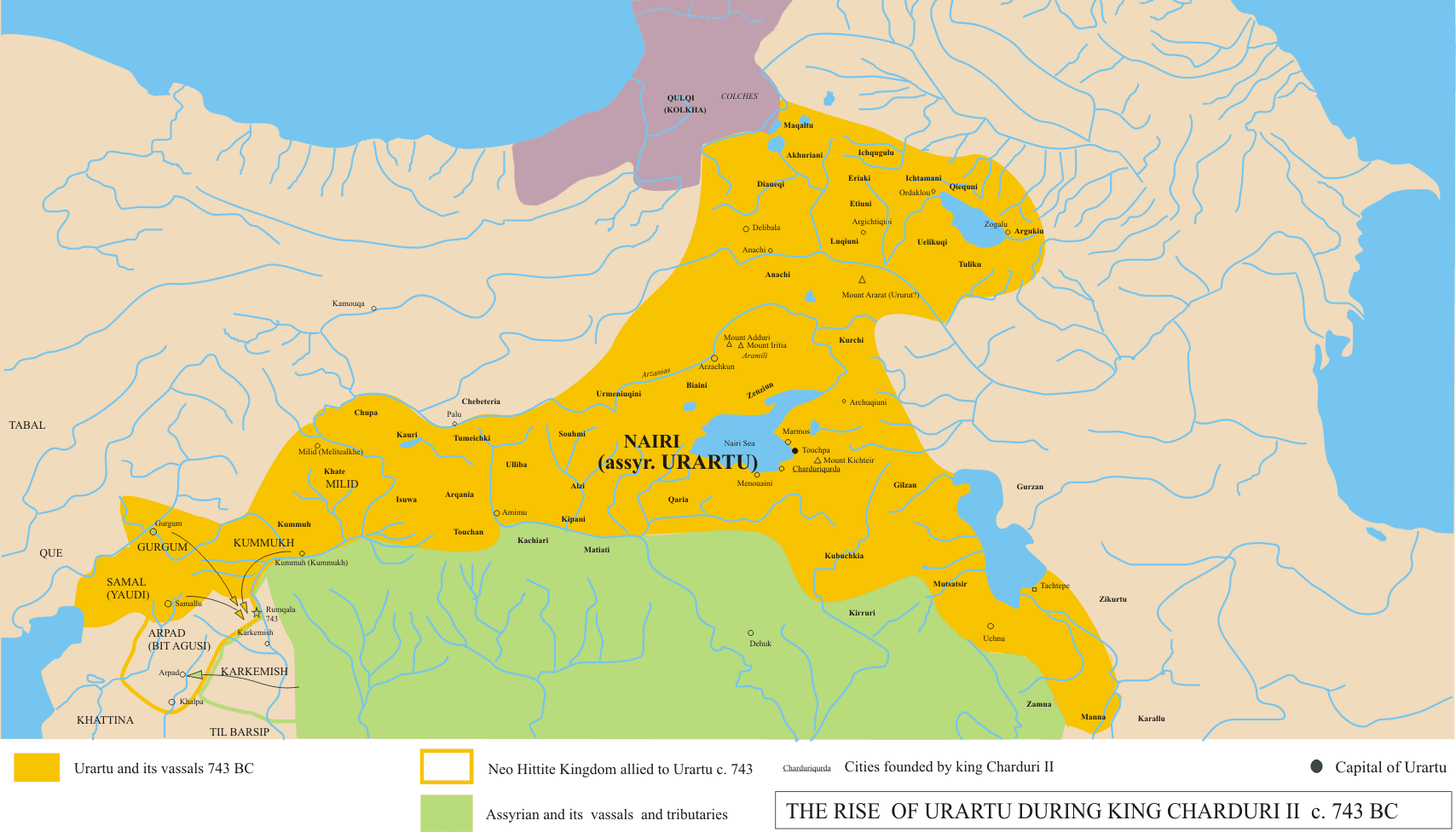
Urartu tijdens de maximale uitbreiding in 743 v.Chr.

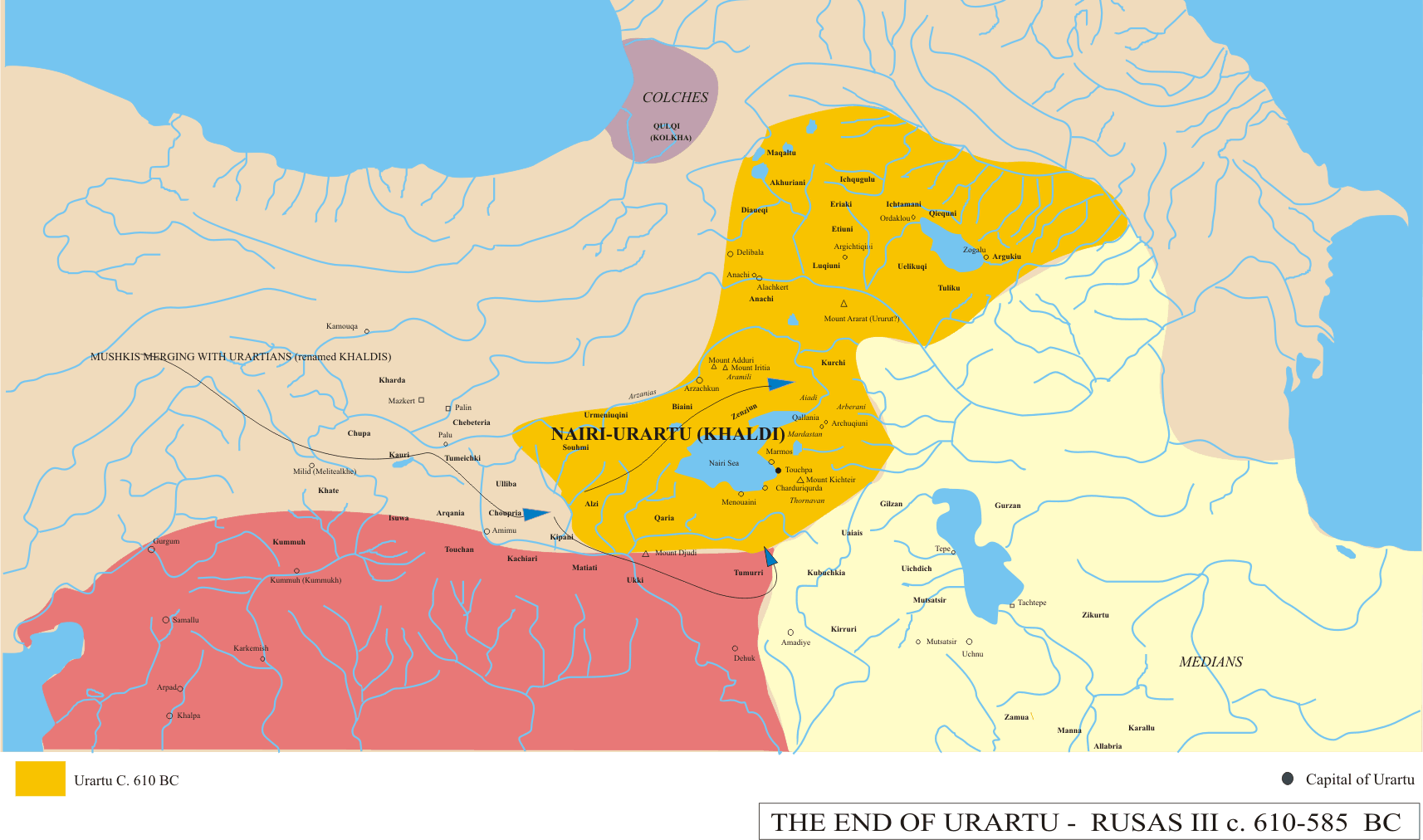
Urartu van 610 tot 585 v.Chr.

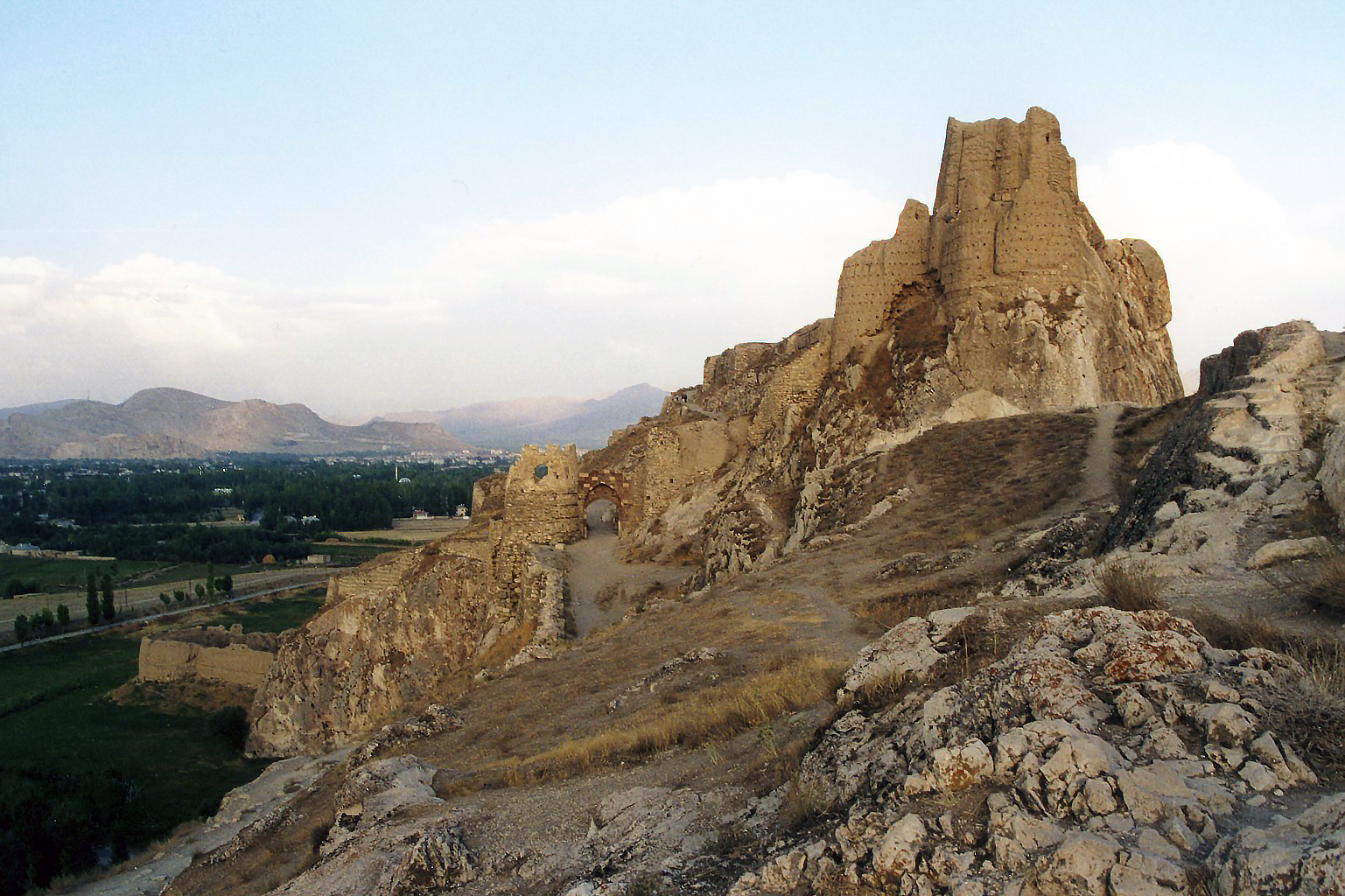
De citadel van Van, de hoofdstad van Urartu.

Urartu (of Oerartoe) was tussen ca. 860 en 585 v.Chr. een koninkrijk in het Armeens hoogland. Het centrum van het rijk was het gebied rond het meer Van. Zelf noemden de Urarteërs (of Oerarteeërs) hun koninkrijk Biainili. Traditie wilde dat de wereldboom in dit gebied stond en verscheidene koningen hebben dan ook geprobeerd deze te vinden in dit gebied. 
De hoofdstad Tushpa (iets buiten de stad Van) lag aan het Vanmeer in het oosten van het huidige Turkije en het rijk begon als een klein vorstendom aan dit meer. Onder Argishti I (787 -766) strekte het rijk zich uit over oostelijk Turkije tot de bovenloop van de Eufraat, Armenië, een deel van de Kaukasus en een stuk van Iran. Het was in die tijd een geduchte rivaal van de Assyriërs.
Urartu wordt in oude manuscripten van verschillende culturen ook vaak het "Koninkrijk van Ararat" genoemd (Armeens: Ուրարտու). De naam van het gebied werd naar gewoonte in die tijd alleen geschreven met medeklinkers. De naam in de bronnen is dan ook vaak "RRT". Dat kan dus zowel Ararat als Urartu zijn of een ander woord met die medeklinkers. Armenië ziet zichzelf als de afstammeling van Urartu.

## Bevolking
Binnen het rijk werden drie bevolkingsgroepen onderscheiden: de Nairi, de Hay en de Armen. De Nairi woonden o.a. rond het meer Van en in de hoofdstad Tushpa. De naam zou 'lichtharige' betekenen. De Hay woonden in Centraal-Klein-Azië en de Armen in het noorden.
Deze bevolkingsgroepen spraken ongeveer dezelfde taal en deelden veel culturele uitingen, waaronder een gevoel van gemeenschappelijke oorsprong. De taal was verwant aan de taal van de Hurri (de Horieten van de Bijbel) en kan noch tot de Semitische, noch tot de Indo-Europese talen gerekend worden.

## Geschiedenis
In de 13e eeuw v.Chr. was er een eerste vermelding van een land met de naam Uratri of Uruatri, dat bestond uit verschillende kleine stadstaten. Het nabijgelegen Nairi bestond ook verschillende stadstaten. Uit deze periode zijn er weinig archeologische gegevens. Er zijn enkele begraafplaatsen en forten op hoogte opgegraven. Regelmatig voerden de Assyriërs rooftochten uit in deze gebieden. Mogelijk onder de aanhoudende druk van de Assyriërs vormden de verschillende staatjes van Uratri en Nairi een eenheid. Rond 830 v.Chr. stichtte Sardur I zijn hoofdstad Tushpa bij Van. Hij was de stichter van een dynastie die twee eeuwen zou regeren over Urartu en hij was de eerste koning van wie eigen inscripties bekend zijn. Hij vormde zijn rijk naar het voorbeeld van Assyrië. Zijn opvolger Ishpuinis verving het Akkadisch spijkerschrift van de Assyriërs door spijkerschrift in de eigen taal.
Net als de Assyriërs leidden de koningen van Urartu zelf hun legers en voerden een agressieve buitenlandse politiek. Ze vergrootten hun rijk en stichten overal nieuwe steden (zoals Erebuni, het huidige Jerevan) en forten op hoogten. Tijdens het hoogtepunt van dit rijk reikte het gebied van de zuidelijke Kaukasus tot het noorden van Irak en tot in centraal Klein-Azië. In de vroege 8e eeuw v.Chr. kon Urartu profiteren van de zwakte van het Assyrische rijk, maar tegen het einde van de 8e eeuw behaalde Assyrië opnieuw de bovenhand. Zo versloeg koning Sargon II van Assyrië in 714 v.Chr. koning Rusa I van Urartu en plunderde een deel van Urartu en haar bondgenoot, de bufferstaat Musasir. Tegelijk kreeg Urartu af te rekenen met invallen van Cimmeriërs.
Urartu herstelde echter en koning Rusa II bouwde vier grote, nieuwe administratieve centra, in Teiseba (Karmir Blur nabij Jerevan, Armenië), Haldi in Ziquni (Kef Kalesi nabij Adilcevaz, Turkije), Rusas Kleine Stad (nabij Bastam, Iran) en Rusahinili (Ayanis aan het Vanmeer).
De Assyrische bronnen zijn onduidelijk over de reden van de ondergang van Urartu. Rond 585 v.Chr. werd het rijk van Urartu vernietigd, mogelijk door de Scythen. Aan het begin van de 6de eeuw voor Christus namen de Meden het gebied van het voormalige Urartu in bezit. Het gebied van de Hays in centraal Klein-Azië was het gebied dat 'onafhankelijk' bleef en werd bekend onder de naam Hayq of Hayastan. Armenia maior en Armenia Inferior zijn de namen waaronder deze twee gebieden later bekend zijn als provincia van het Romeinse Rijk.

## Koningen van Urartu
- Aramu (855-840 v.Chr.)
- Sardur I (840-830 v.Chr.)
- Ishpuinis (830-810 v.Chr.)
- Menuas (810-780 v.Chr.)
- Argishti I (780-760 v.Chr.)
- Sardur II (760-730 v.Chr.)
- Rusa I (730-713 v.Chr.)
- Argishti II (713-685 v.Chr.)
- Rusa II (685-645 v.Chr.)
- Sardur III (645-635 v.Chr.)
- Sardur IV (635-625 v.Chr.)
- Erimena (625-605 v.Chr.)
- Rusa III (605-590 v.Chr.)
- Rusa IV (590-585 v.Chr.)

## Referentie
- Verschillende Auteurs, art. Urartu, en.Wikipedia.org (2002-2006).
- Gareth Brereton (red.), I am Ashurbanipal, king of the world, king of Assyria, ISBN 978 0 500 48044 1, p. 154-165